# Udías
Udías est une commune espagnole située dans la communauté autonome de Cantabrie.